# Ikuko Endō
Ikuko Endō (jap. 遠藤郁子 Endō Ikuko; ur. 26 listopada 1944 w Tokio) – japońska pianistka i pedagog.

## Życiorys
Pochodzi z rodziny o tradycjach muzycznych. Naukę gry na fortepianie rozpoczęła pod okiem swojej matki, pianistki Michiko Endō. Później studiowała na Tokijskim Uniwersytecie Sztuki oraz u prof. Ludwika Stefańskiego w Krakowie. Finalistka VIII Międzynarodowego Konkursu Pianistycznego im. Fryderyka Chopina w Warszawie (1970), na którym otrzymała wyróżnienie. Koncertowała m.in. w Polsce, Stanach Zjednoczonych, Wielkiej Brytanii, Francji, Rosji i na Węgrzech. Była członkiem jury podczas XIV Międzynarodowego Konkursu im. Fryderyka Chopina w Warszawie w 2000 roku.
Jako pierwsza japońska pianistka wykonała partię fortepianu  IV Symfonii koncertującej op.60 Karola Szymanowskiego.
Nagrała płyty z utworami Chopina, Beethovena oraz Akio Yashiro.
Podczas wizyty prezydenta Polski Bronisława Komorowskiego w Japonii (2015) została odznaczona Krzyżem Oficerskim Orderu Zasługi RP.